# 論物理力線
為了與《論物理力線》論文內的方程式相互對照，本文採用電磁單位制:781。所有的向量都分開成分量來單獨表示。每一個變量的符號都儘量與論文內的符號相同。若有撞號，則會採用歌特體符號來表示。

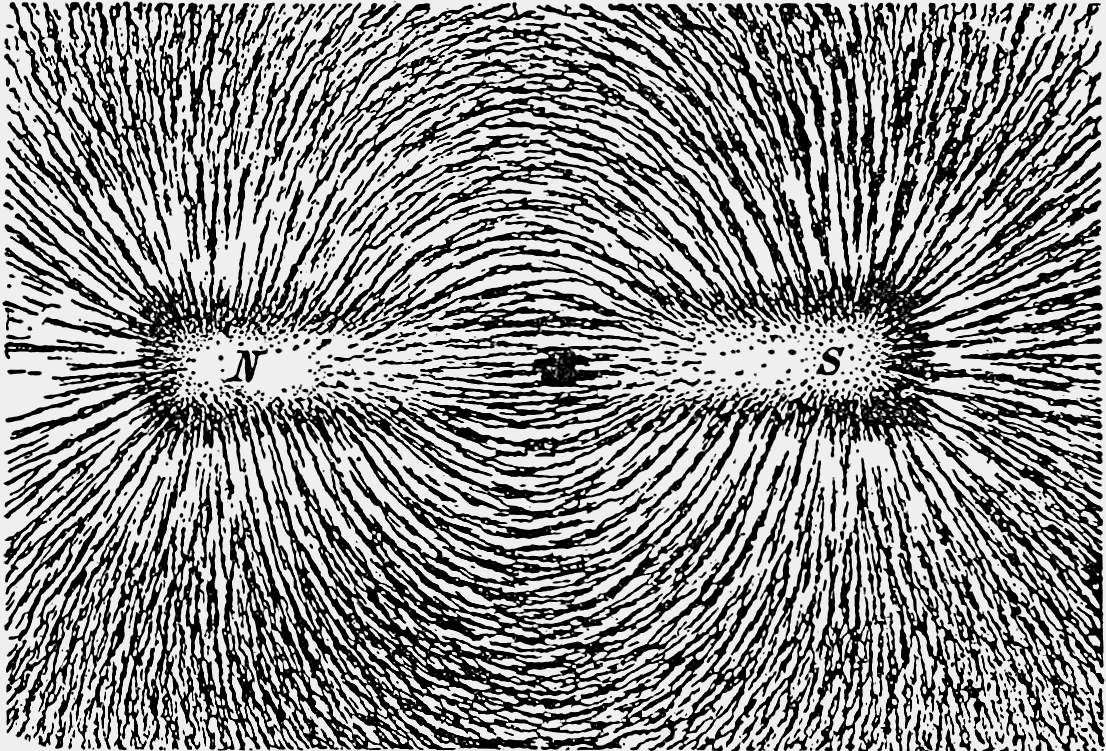
透過鐵粉顯示出的磁力線。將條狀磁鐵放在白紙下面，鋪灑一堆鐵粉在白紙上面，這些鐵粉會依著磁力線的方向排列，形成一條條的曲線，在曲線的每一點顯示出磁力線的方向。

《論物理力線》（英語：On Physical Lines of Force）是詹姆斯·馬克士威於1861年發表的一篇論文。在這篇論文裏，他闡述了可以比擬各種電磁現象的「分子渦流理論」，和電位移的概念，又論定光波為電磁波。馬克士威又將各種描述電磁現象的定律整合為馬克士威方程組。

## 主要目標
引力、電場力和磁場力都遵守平方反比定律。給予一個引力源於空間的某位置，在空間的任何其它位置，放入一個具有質量的檢驗粒子，則此檢驗粒子所感受到的引力的大小必定與距離的平方成反比。從檢驗粒子在各個位置所感受到的引力，可以繪出很多條不同的力線，又稱為場線。在這引力線的每一點，引力的方向必定正切於引力線。電場力和磁場力也會產生類似的現像。假設將一堆鐵粉鋪灑在一塊磁鐵的四周，這些鐵粉會依著磁場力的方向排列，形成一條條的曲線，在曲線的每一點表現出磁場的存在和磁力線的方向。這明確地顯示出磁力線是一種真實現像。假若鐵粉感受到的是直接由磁鐵施加的作用力，則這是一種超距作用（action at a distance）。
馬克士威覺得，雖然超距作用能夠滿意地計算出很多電磁現象，但是，超距作用不能解釋整個圖案。馬克士威主張用場論解釋：早在鋪灑鐵粉之前，磁鐵就已經在四周產生磁場；不論鋪灑鐵粉了沒有，磁場都存在；磁鐵並不是直接施加力量於鐵粉，而是經過磁場施加力量於鐵粉；也就是說，鐵粉感受到的是磁場的作用力。在遙遠的那一端的鐵粉怎麼知道這一端有一塊磁鐵？超距作用是否違反了定域性能量守恆定律？這兩個電荷之間到底是真空，還是存在著像乙太一類的某種傳遞電磁信息的媒介？馬克士威希望能夠給予這諸多問題合理的解答。馬克士威這樣陳述：
我撰寫這篇論文有一個主要目標：藉著研究在介質內某種張力和運動狀態的機械結果，藉著將這些機械結果與觀測到的電磁現象相比較，開闢出一條思路，讓我們能夠朝著這方向推測。當今，學術界有好幾派能夠表達已確立實驗定律的假說。有些物理學家認為電磁現像是因介質作用而產生，但又懷疑我的假說與已確立實驗定律之間的關係。我希望這論文，會因為指出我的假說的機械結果，而使得這些物理學家獲益良多。……我現在提議，從機械觀點來檢驗磁場現象，並且辨明介質的哪種張力或運動，能夠製造出觀測到的機械現象。假若，由於我的假說，我們能夠使得磁吸引現象與電磁現象和感應電流現象相連結，那麼，我們已經找到了一套理論，假若這理論不正確，也只能用實驗來檢試，這會大大地增加我們在這物理領域的知識。
 — 馬克士威， 論物理力線

## 概述
由於法拉第效應顯示出，在通過介質時，偏振光波會因為外磁場的作用，轉變偏振的方向，因此，馬克士威認為磁場是一種旋轉現象。在他設計的「分子渦流模型」裏，他將力線延伸為「渦流管」。許多單獨的「渦胞」（渦旋分子）組成了一條條的渦流管。在這渦胞內部，不可壓縮流體繞著旋轉軸以均勻角速度旋轉。由於離心力作用，在渦胞內部的任意微小元素會感受到不同的壓強。知道這壓強的分佈，就可以計算出微小元素感受到的作用力。透過分子渦流模型，馬克士威詳細地分析與比擬這作用力內每一個項目的物理性質，合理地解釋各種磁場現象和其伴隨的作用力。
馬克士威對於分子渦流模型提出幾點質疑。假設鄰近兩條磁力線的渦胞的旋轉方向相同。假若這些渦胞之間會發生摩擦，則渦胞的旋轉會越來越慢，終究會停止旋轉；假若這些渦胞之間是平滑的，則渦胞會失去傳播資訊的能力。為了要避免這些棘手的問題，馬克士威想出一個絕妙的點子：他假設在兩個相鄰渦胞之間，有一排微小圓珠，將這兩個渦胞隔離分開。這些圓珠只能滾動（rolling），不能滑動。圓珠旋轉的方向相反於這兩個渦胞的旋轉方向，這樣，就不會引起摩擦。圓珠的平移速度是兩個渦胞的周邊速度的平均值。這是一種運動關係，不是動力關係。馬克士威將這些圓珠的運動比擬為電流。從這模型，經過一番複雜的運算，馬克士威能夠推導出安培定律、法拉第感應定律等等。
馬克士威又給予這些渦胞一種彈性性質。假設施加某種外力於圓珠，則這些圓珠會轉而施加切力於渦胞，使得渦胞變形。這代表了一種靜電狀態。假設外力與時間有關，則渦胞的變形也會與時間有關，因而形成了電流。這樣，馬克士威可以比擬出電位移和位移電流。不但是在介質內，甚至在真空（馬克士威認為完美真空不存在，乙太瀰漫於整個宇宙。與普通物質不同，馬克士威假想的乙太具有能量與動量，因此可以說具有質量，但是牛頓萬有引力定律不適用於它，因為它沒有重量。），只要有磁力線，就有渦胞，位移電流就可以存在。因此，馬克士威將安培定律加以延伸，增加了一個有關於位移電流的項目，稱為「馬克士威修正項目」。聰明睿智的馬克士威很快地聯想到，既然彈性物質會以波動形式傳播能量於空間，那麼，這彈性模型所比擬的電磁場應該也會以波動形式傳播能量於空間。不但如此，電磁波還會產生反射，折射等等波動行為。馬克士威計算出電磁波的傳播速度，發覺這數值非常接近於，先前從天文學得到的，光波傳播於行星際空間的速度。因此，馬克士威斷定光波就是一種電磁波。

## 彈性固體模型
在那時候，已經存在有很多試著解釋電磁現象的物理模型，例如，流體模型，波動模型，熱傳導模型等等。馬克士威特別提到了物理大師威廉·湯姆森的「彈性固體模型」。在這模型裏，感受到磁場力的作用，固體的每一顆粒子都會產生角位移（Angular displacement），其轉動軸與磁場力同方向，其大小與磁場力的大小成正比；感受到電場力的作用，固體的每一顆粒子都會產生絕對位移，其方向與電場力相同，其大小與電場力的大小成正比；感受到電流的作用，電流經過的每一顆粒子都會產生相對於鄰居粒子的相對位移，其方向與電流相同，其大小與電流的大小成正比。由於具有彈性，這個模型可以比擬電場和磁場的傳播，又由於固體粒子會因為磁場的作用而產生角位移，這個模型也可以解釋法拉第效應。但是，湯姆森並沒有對電場力和磁場力的產生給予解釋。

## 分子渦流理論
馬克士威在他的1855年論文《論法拉第力線》裏，將法拉第想出的力線延伸為裝滿了不可壓縮流體的「力管」。這力管的方向代表力場（電場或磁場）的方向，力管的截面面積與力管內的流體速度成反比，而這流體速度可以比擬為電場或磁場。這力管有一個特點，位於截面面積的每一點感受到的壓強相等，而且，這壓強具有均向性。但是，這力管模型的功能有限。由於力管模型的流體處於穩定狀態，不具有質量性質，力管模型只能比擬靜電學和靜磁學的現象，無法比擬電磁感應，電位移等等現象。 
為了要從機械流體觀點來了解磁場現象，馬克士威設計出來的分子渦流模型具有更多的功能，他將力管延伸為「渦流管」。許多單獨的「渦胞」（渦旋分子）組成了一條條的渦流管。在這渦胞內部，不可壓縮流體繞著旋轉軸以均勻角速度 {\displaystyle \omega } 旋轉。採用圓柱坐標，處於與旋轉軸徑向距離為 {\displaystyle r} 的位置的微小流體元素 {\displaystyle r\mathrm {d} r\mathrm {d} \theta \mathrm {d} z} ，所感受到的離心力 {\displaystyle \mathrm {d} F_{c}} 為
{\displaystyle \mathrm {d} F_{c}=\rho r^{2}\omega ^{2}\mathrm {d} r\mathrm {d} \theta \mathrm {d} z} ；
其中，{\displaystyle \rho } 是流體的密度，是一個常數。
因為旋轉運動，這微小流體元素所感受到的離心壓強 {\displaystyle \mathrm {d} p_{c}} 為
{\displaystyle \mathrm {d} p_{c}={\frac {\mathrm {d} F_{c}}{r\mathrm {d} \theta \mathrm {d} z}}=\rho r\omega ^{2}\mathrm {d} r} 。
所以，位於渦胞周邊的離心壓強 {\displaystyle p_{c_{R}}} 為
{\displaystyle p_{c_{R}}=\int _{0}^{r}\rho r\omega ^{2}\mathrm {d} r=\rho R^{2}\omega ^{2}/2=\rho v^{2}/2} ；
其中，{\displaystyle R} 是渦胞的半徑，{\displaystyle v=R\omega } 是流體位於周邊的周邊速度。
這方程式也可以用來近似其它不規則形狀渦胞案例，為了便利計算，馬克士威設定常數 {\displaystyle \mu =\pi \rho } 。這常數也是流體密度的估計。那麼，位於旋轉軸的壓強 {\displaystyle p_{0}} 與位於渦胞周邊的周邊壓強 {\displaystyle p_{R}} 的關係為
{\displaystyle p_{R}=p_{0}+\mu v^{2}/2\pi } 。
再經過一番計算，可以得到平均壓強 {\displaystyle {\overline {p}}} 為
{\displaystyle {\overline {p}}=p_{0}+\mu v^{2}/4\pi } 。
馬克士威想像整個渦胞的壓強為，朝著每個方向的壓強 {\displaystyle p_{R}} ，加上朝著旋轉軸方向的張力 {\displaystyle \mu v^{2}/4\pi } 。所以，朝著磁力線方向，是壓強最小的方向，渦胞趨向於收縮。在穩定狀態時，渦胞與渦胞之間作用於對方的壓強同樣是周邊壓強 {\displaystyle p_{R}} ；否則，周邊壓強較大的渦胞會膨脹，而周邊壓強較小的渦胞會縮小。

## 比擬磁場現象
得到了渦胞的壓強分佈，馬克士威可以著手計算渦胞內部的應力：
{\displaystyle p_{xx}={\frac {1}{4\pi }}\mu \alpha ^{2}-p_{R}} 、{\displaystyle \qquad p_{yy}={\frac {1}{4\pi }}\mu {\beta }^{2}-p_{R}} 、{\displaystyle \qquad p_{zz}={\frac {1}{4\pi }}\mu {\gamma }^{2}-p_{R}} 、
{\displaystyle p_{xy}={\frac {1}{4\pi }}\mu \alpha {\beta }} 、{\displaystyle \qquad p_{xz}={\frac {1}{4\pi }}\mu \alpha {\gamma }} 、{\displaystyle \qquad p_{yz}={\frac {1}{4\pi }}\mu {\beta }{\gamma }} ；
其中，{\displaystyle \alpha } 、{\displaystyle {\beta }} 、{\displaystyle {\gamma }} 分別為流體速度 {\displaystyle v} 對於x-軸、y-軸、z-軸的分量。
應用應力平衡定律，作用於渦胞內部的單位體積作用力，朝著x-方向的分量 {\displaystyle X} ，與應力的關係為
{\displaystyle X={\frac {\partial p_{xx}}{\partial x}}+{\frac {\partial p_{xy}}{\partial y}}+{\frac {\partial p_{xz}}{\partial z}}} 。
經過一番運算，可以得到 {\displaystyle X} 關係式
{\displaystyle X={\frac {\alpha }{4\pi }}\left[{\frac {\partial \mu \alpha }{\partial x}}+{\frac {\partial \mu {\beta }}{\partial y}}+{\frac {\partial \mu {\gamma }}{\partial z}}\right]+{\frac {\mu }{8\pi }}\ {\frac {\partial (\alpha ^{2}+{\beta }^{2}+{\gamma }^{2})}{\partial x}}-{\frac {\mu {\beta }}{4\pi }}\left({\frac {\partial {\beta }}{\partial x}}-{\frac {\partial \alpha }{\partial y}}\right)+{\frac {\mu {\gamma }}{4\pi }}\left({\frac {\partial \alpha }{\partial z}}-{\frac {\partial {\gamma }}{\partial x}}\right)-{\frac {\partial p_{R}}{\partial x}}} 。
馬克士威將 {\displaystyle \alpha } 、{\displaystyle {\beta }} 、{\displaystyle {\gamma }} 分別比擬為磁場強度 {\displaystyle \mathbf {H} } 的三個分量，{\displaystyle \mu } 比擬為磁導率，{\displaystyle \mu \alpha } 、{\displaystyle \mu {\beta }} 、{\displaystyle \mu {\gamma }} 分別比擬為磁感應強度 {\displaystyle \mathbf {B} } 的三個分量。這樣，磁荷 {\displaystyle q_{m}} 不等於零的高斯磁定律的方程式表示為
{\displaystyle {\frac {\partial \mu \alpha }{\partial x}}+{\frac {\partial \mu {\beta }}{\partial y}}+{\frac {\partial \mu {\gamma }}{\partial z}}=q_{m}} 。
{\displaystyle X} 關係式右手邊的第一個項目是磁感應強度乘以磁荷，也就是磁荷感受到的磁場力。由於磁單極子並不存在，這項目等於零。
流體的單位體積動能是 {\displaystyle \mu (\alpha ^{2}+{\beta }^{2}+{\gamma }^{2})=\mu v^{2}} 。動能對於位置的偏導數是作用力。所以，{\displaystyle X} 關係式的右手邊的第二個項目是朝著流體動能增加的方向的作用力。當介質的密度小於流體的密度時，流體會朝著動能增加的方向流去；反之，當介質的密度大於流體的密度時，流體會朝著相反方向流去。比擬至電磁學，這項目是由於磁能而產生的作用力。假若電介質的磁導率大於物體的磁導率，則物體會朝著磁能量較低（磁場較低）的區域移動；反之，假若電介質的磁導率小於物體的磁導率，則物體會朝著磁能量較高（磁場較高）的區域移動:167。
{\displaystyle X} 關係式右手邊的第三個項目和第四個項目的括號內部的表達式，分別比擬為電流密度的z-分量 {\displaystyle {\mathfrak {p}}_{z}} 和y-分量 {\displaystyle {\mathfrak {p}}_{y}} ：
{\displaystyle {\mathfrak {p}}_{z}={\frac {1}{4\pi }}\left({\frac {\partial {\beta }}{\partial x}}-{\frac {\partial {\alpha }}{\partial y}}\right)} 、
{\displaystyle {\mathfrak {p}}_{y}={\frac {1}{4\pi }}\left(-{\frac {\partial {\gamma }}{\partial x}}+{\frac {\partial {\alpha }}{\partial z}}\right)} 。
這在下一段落會有詳細解釋。所以，{\displaystyle X} 關係式右手邊的第三個項目和第四個項目合併為：
{\displaystyle -\mu \beta {\mathfrak {p}}_{z}+\mu \gamma {\mathfrak {p}}_{y}} 。
這是處於磁場的載流導線所感受到的安培力的x-分量。所以，這兩個項目比擬為安培力。
最後一個項目並沒有甚麼特別意思，只是表示流體壓強不均勻分佈所產生的作用力。
總結，作用於渦胞內部的單位體積磁場力的三個分量 {\displaystyle X} 、{\displaystyle Y} 、{\displaystyle Z} 分別為：
{\displaystyle X=q_{m}\alpha +{\frac {\mu }{8\pi }}\ {\frac {\partial v^{2}}{\partial x}}-\mu {\beta }{\mathfrak {p}}_{z}+\mu {\gamma }{\mathfrak {p}}_{y}-{\frac {\partial p_{R}}{\partial x}}} 、(2)
{\displaystyle Y=q_{m}{\beta }+{\frac {\mu }{8\pi }}\ {\frac {\partial v^{2}}{\partial y}}-\mu {\gamma }{\mathfrak {p}}_{x}+\mu \alpha {\mathfrak {p}}_{z}-{\frac {\partial p_{R}}{\partial y}}} 、(3)
{\displaystyle Z=q_{m}{\gamma }+{\frac {\mu }{8\pi }}\ {\frac {\partial v^{2}}{\partial z}}-\mu \alpha {\mathfrak {p}}_{y}+\mu {\beta }{\mathfrak {p}}_{x}-{\frac {\partial p_{R}}{\partial z}}} 。(4)
- 第一個項目是處於磁場的磁荷感受到的磁場力。
- 第二個項目是由於磁能量不均勻分佈，和電介質與物體之間不同的磁導率，共同耦合而產生的作用力。
- 第三個項目和第四個項目是處於磁場的載流導線所感受到的安培力。
- 第五個項目是表示流體壓強不均勻分佈所產生的作用力。

## 比擬電流現象

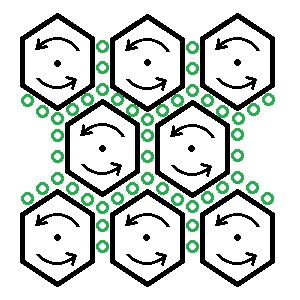
分子渦流模型示意圖：均勻磁場的磁力線從顯示器往外指出，以黑色矢點表示。六角形分子的渦流方向呈反時針方向。綠色圓球代表微小圓珠，旋轉方向呈順時針方向。

緊接著，馬克士威提出了幾個難題：到底是甚麼物理因素造成了這些渦胞的自旋？為什麼這些渦胞的旋轉軸會排列於磁力線，在任意位置，與磁力線同方向？馬克士威認為要找到這些問題的答案，必須更進一步地抽絲剝繭、察其根源，必須研究渦胞與電流之間的關係。
思考兩個相鄰之渦胞，假若其旋轉軸方向相同，則其位於周邊交界部份的流動元素會以相反方向移動，因而發生摩擦，動量會慢慢地消減。這會影響整個物理模型的持久動態運作。因此，馬克士威假設有一排微小圓珠，將這兩個渦胞隔離分開。這些圓珠只能滾動（rolling），不能滑動。馬克士威設定圓珠的質量超小於渦胞的質量。實際而言，在這篇論文內，所有的計算都沒有用到圓珠的質量，所以，可以忽略圓珠的質量。為了避免與渦胞發生摩擦，圓珠的旋轉方向正好相反於兩旁渦胞的旋轉方向。在力學裏，這些圓珠稱為惰輪（idler-wheel）。馬克士威將它們的運動比擬為電流。它們可以說是電子的初始模型。
圓珠的平移速度是兩個渦胞的周邊速度的平均值。為了方便起見，只計算其中一個渦胞的貢獻。那麼在這渦胞與圓珠的切點，直線流速為 {\displaystyle {\frac {1}{2}}(u_{x},u_{y},u_{z})}  ：
{\displaystyle {\frac {1}{2}}(u_{x},u_{y},u_{z})={\frac {1}{2}}(n_{z}{\beta }-n_{y}{\gamma },n_{x}{\gamma }-n_{z}\alpha ,n_{y}\alpha -n_{x}{\beta })} ；
其中，{\displaystyle n_{x}} 、{\displaystyle n_{y}} 、{\displaystyle n_{z}} 分別為切點的位置向量對於x-軸、y-軸、z-軸的方向餘弦(direction cosine)。
圓珠的平移速度的x-分量是 {\displaystyle (n_{z}{\beta }-n_{y}{\gamma })/2} 。思考包含了一個渦胞的微小閉合盒子，其表面圓珠密度為 {\displaystyle \rho _{e}} ，那麼，由於圓珠的移動而增加的動量 {\displaystyle {\mathfrak {P}}_{x}} 為
{\displaystyle {\begin{aligned}{\mathfrak {P}}_{x}&=-{\frac {\rho _{e}}{2}}{\sum }_{\mathcal {S}}u_{x}\Delta s\\&=-{\frac {\rho _{e}}{2}}{\sum }_{\mathcal {S}}(n_{z}{\beta }-n_{y}{\gamma })\Delta s\\&=-{\frac {\rho _{e}}{2}}{\sum }_{\mathcal {S}}(\Delta s_{z}{\beta }-\Delta s_{y}{\gamma })\\\end{aligned}}} ；
其中，{\displaystyle {\mathcal {S}}} 標記總和於微小閉合盒子的表面，{\displaystyle \Delta s} 是朝著盒子外方為正值的微分表面，{\displaystyle \Delta s_{y}} 、{\displaystyle \Delta s_{z}} 分別是 {\displaystyle \Delta s} 對於y-軸、z-軸的投影。
假設這微小閉合盒子的形狀為方形，三維尺寸為 {\displaystyle 2\Delta x} 、{\displaystyle 2\Delta y} 、{\displaystyle 2\Delta z} ，盒心在坐標系的原點，盒表面垂直於直角坐標軸。泰勒展開 {\displaystyle {\beta }} 、{\displaystyle {\gamma }} 於原點：
{\displaystyle {\begin{aligned}{\mathfrak {P}}_{x}&=-{\frac {\rho _{e}}{2}}\left\{\left[-\left(\beta _{0}-{\frac {\partial {\beta }}{\partial z}}\Delta z\right)\Delta s_{z}+\left(\beta _{0}+{\frac {\partial {\beta }}{\partial z}}\Delta z\right)\Delta s_{z}\right]-\left[-\left(\gamma _{0}-{\frac {\partial {\gamma }}{\partial y}}\Delta y\right)\Delta s_{y}+\left(\gamma _{0}+{\frac {\partial {\gamma }}{\partial y}}\Delta y\right)\Delta s_{y}\right]\right\}\\&=-\rho _{e}\left({\frac {\partial {\beta }}{\partial z}}\Delta z\Delta s_{z}-{\frac {\partial {\gamma }}{\partial y}}\Delta y\Delta s_{y}\right)\\&={\frac {\rho _{e}}{2}}\left({\frac {\partial {\gamma }}{\partial y}}-{\frac {\partial {\beta }}{\partial z}}\right)\Delta V\\\end{aligned}}} ；
其中，{\displaystyle \beta _{0}} 、{\displaystyle \gamma _{0}} 分別是 {\displaystyle \beta } 、{\displaystyle \gamma } 位於原點的數值，{\displaystyle \Delta V=2\Delta z\Delta s_{z}=2\Delta y\Delta s_{y}} 是微小閉合盒子的體積。
所以，單位體積的動量，或每秒鐘穿過單位面積的圓珠數量，或單位面積的圓珠的通量 {\displaystyle {\mathfrak {p}}_{x}} 表達為
{\displaystyle {\mathfrak {p}}_{x}={\frac {\rho _{e}}{2}}\left({\frac {\partial {\gamma }}{\partial y}}-{\frac {\partial {\beta }}{\partial z}}\right)} 。
類似地，可以計算出 {\displaystyle {\mathfrak {p}}_{y}} 和 {\displaystyle {\mathfrak {p}}_{z}} 。設定 {\displaystyle \rho _{e}=1/2\pi } ，就可以得到安培定律的方程式：
{\displaystyle {\mathfrak {p}}_{x}={\frac {1}{4\pi }}\left({\frac {\partial {\gamma }}{\partial y}}-{\frac {\partial {\beta }}{\partial z}}\right)} 、(5)
{\displaystyle {\mathfrak {p}}_{y}={\frac {1}{4\pi }}\left(-{\frac {\partial {\gamma }}{\partial x}}+{\frac {\partial {\alpha }}{\partial z}}\right)} 、(6)
{\displaystyle {\mathfrak {p}}_{z}={\frac {1}{4\pi }}\left({\frac {\partial {\beta }}{\partial x}}-{\frac {\partial {\alpha }}{\partial y}}\right)} 。(7)
馬克士威將 {\displaystyle {\mathfrak {p}}_{x}} 、{\displaystyle {\mathfrak {p}}_{x}} 、{\displaystyle {\mathfrak {p}}_{x}} 分別比擬為電流密度的三個分量 。

## 比擬電場現象
到目前為止，馬克士威還沒有說明圓珠與渦胞之間的動力關係，他設定這些將這兩個鄰近渦胞隔離分開的圓珠，只能滾動（rolling），不能滑動，其線性速度是兩個渦胞的周邊速度的平均值。為了要使旋轉訊息能夠從一個渦胞傳達到另個渦胞，馬克士威現在設定，圓珠會施加切力於與其接觸的渦胞，圓珠也會感受到與其接觸的渦胞所施加的切力和外部施加的作用力。為了要使旋轉訊息能夠從渦胞的外部傳達到渦胞的內部，他又設定這些渦胞必須具有彈性性質。這樣，假設施加某外力於圓珠，使得圓珠發生位移，則這些圓珠會輾轉傳遞切力訊息於渦胞內部，使得渦胞變形。具有彈性的渦胞內部會產生一種回復力。當外力除去後，這回復力會使渦胞回復原形，使得圓珠返回原位。
假設，只注意x-分量，渦胞作用於圓珠的切力為 {\displaystyle Q_{x}} （作用於單個圓珠的切力），則渦胞感受到圓珠的切力為 {\displaystyle -Q_{x}} ，渦胞的變形是 {\displaystyle h_{x}} ，那麼根據虎克定律，
{\displaystyle Q_{x}=-4\pi E^{2}h_{x}} ；
其中，{\displaystyle 4\pi E^{2}} 是彈性常數。
思考一個原本為電中性的電介質，束縛在原子內的電荷，由於感受到電場的作用，正束縛電荷會朝著電場的方向移動，負束縛電荷會朝著電場的反方向移動。由於電介質內部正負電荷的相對位移，會產生電偶極子，這現象稱為電極化。處於靜電狀況，這些束縛電荷不會造成電流，因為它們的移動範圍被限制於各自所屬的原子內部。但假設電場與時間有關，則電荷的移動也與時間有關，因而形成了含時電流。在這裏，馬克士威的電介質包括玻璃、空氣、乙太等等。馬克士威認為甚至真空都瀰漫著乙太，所以，不需要導電體，含時電流就可以流動於真空。這是一個驚人的論點。靠著這論點，電磁作用就可以相互持續不斷，電磁波就可以傳播於真空。
假設渦胞的介質就是這種電介質，則因為含時位移 {\displaystyle h_{x}} ，會產生額外的電流 {\displaystyle {\mathfrak {p}}_{x}'} 。假設這電流與位移的關係為
{\displaystyle {\mathfrak {p}}_{x}'={\frac {\partial h_{x}}{\partial t}}} 。
那麼，勢必要修改安培定律，將安培定律的方程式增加一個位移項目
{\displaystyle {\mathfrak {p}}_{x}={\frac {1}{4\pi }}\left({\frac {\partial {\gamma }}{\partial y}}-{\frac {\partial {\beta }}{\partial z}}-{\frac {1}{E^{2}}}\ {\frac {\partial Q_{x}}{\partial t}}\right)} 、(8)
{\displaystyle {\mathfrak {p}}_{y}={\frac {1}{4\pi }}\left({\frac {\partial \alpha }{\partial z}}-{\frac {\partial {\gamma }}{\partial x}}-{\frac {1}{E^{2}}}\ {\frac {\partial Q_{y}}{\partial t}}\right)} 、(9)
{\displaystyle {\mathfrak {p}}_{z}={\frac {1}{4\pi }}\left({\frac {\partial {\beta }}{\partial x}}-{\frac {\partial \alpha }{\partial y}}-{\frac {1}{E^{2}}}\ {\frac {\partial Q_{z}}{\partial t}}\right)} 。(10)
這方程式就是馬克士威-安培方程式。增加的項目稱為馬克士威修正項目。仔細分析每一個變量，切力 {\displaystyle Q_{x}} 、{\displaystyle Q_{y}} 、{\displaystyle Q_{z}} 分別比擬為電場的三個分量，{\displaystyle h_{x}} 、{\displaystyle h_{y}} 、{\displaystyle h_{z}} 分別比擬為電位移的三個分量，彈性常數的倒數 {\displaystyle 1/E^{2}} 比擬為電容率。
應用連續性方程式，對於一閉合表面的圓珠通量加上這閉合表面所包含的圓珠數量變率等於零，以微分形式表示：
{\displaystyle {\frac {\partial {\mathfrak {p}}_{x}}{\partial x}}+{\frac {\partial {\mathfrak {p}}_{y}}{\partial y}}+{\frac {\partial {\mathfrak {p}}_{z}}{\partial z}}+{\frac {\partial e}{\partial t}}=0} ；(11)
其中，{\displaystyle e} 是圓珠的數量密度，比擬為電荷密度。
綜合馬克士威-安培方程式和電荷守恆方程式，設定流速 {\displaystyle \alpha =\beta =\gamma =0} ，可以得到高斯定律：
{\displaystyle e={\frac {1}{4\pi E^{2}}}\left({\frac {\partial Q_{x}}{\partial x}}+{\frac {\partial Q_{y}}{\partial y}}+{\frac {\partial Q_{z}}{\partial z}}\right)} 。

## 比擬電磁能量現象
由於在渦胞內部的流體的流動，渦胞具有流動能量密度 {\displaystyle {\mathfrak {E}}_{m}} ：
{\displaystyle {\mathfrak {E}}_{m}=k_{m}({\alpha }^{2}+{\beta }^{2}+{\gamma }^{2})} ；
其中，{\displaystyle k_{m}} 為稍後再設定的比例係數。
由於圓珠的切力所產生的變形而儲存的彈性能量密度 {\displaystyle {\mathfrak {E}}_{e}} 為
{\displaystyle {\mathfrak {E}}_{e}=k_{e}({h_{x}}^{2}+{h_{y}}^{2}+{h_{z}}^{2})=k_{Q}({Q_{x}}^{2}+{Q_{y}}^{2}+{Q_{z}}^{2})} ；
其中，{\displaystyle k_{e}} 和 {\displaystyle k_{Q}} 分別為稍後再設定的比例係數。
假設渦胞為絕緣體，不會傳導電流，那就不會因為渦胞內部的電阻而產生歐姆加熱（Ohmic heating）。總能量密度對於時間的偏導數為
{\displaystyle {\frac {\partial {\mathfrak {E}}}{\partial t}}=2k_{m}\left({\alpha }{\frac {\partial \alpha }{\partial t}}+{\beta }{\frac {\partial {\beta }}{\partial t}}+{\gamma }{\frac {\partial {\gamma }}{\partial t}}\right)+2k_{Q}\left({Q_{x}}{\frac {\partial Q_{x}}{\partial t}}+{Q_{y}}{\frac {\partial Q_{y}}{\partial t}}+{Q_{z}}{\frac {\partial Q_{z}}{\partial t}}\right)} 。(12)
圓珠的切力對於渦胞所做的單位體積機械功 {\displaystyle W} 對於時間的偏導數為：
{\displaystyle {\frac {\partial W}{\partial t}}=-{\frac {\rho _{e}}{2\Delta V}}{\sum }_{\mathcal {S}}(Q_{x}u_{x}+Q_{y}u_{y}+Q_{z}u_{z})\Delta s} ；
其中，{\displaystyle \Delta V} 是渦胞的體積。
參考方程式(5)，設定表面圓珠密度 {\displaystyle \rho _{e}=1/2\pi } ，
{\displaystyle {\frac {\partial W}{\partial t}}\Delta V=-{\frac {1}{4\pi }}{\sum }_{\mathcal {S}}(Q_{x}(n_{z}{\beta }-n_{y}{\gamma })+Q_{y}(n_{x}{\gamma }-n_{z}\alpha )+Q_{z}(n_{y}\alpha -n_{x}{\beta }))\Delta s} 。
先計算右邊第一個項目，x-分量的貢獻：
{\displaystyle {\frac {\partial W_{x}}{\partial t}}\Delta V=-{\frac {1}{4\pi }}{\sum }_{\mathcal {S}}Q_{x}(n_{z}{\beta }-n_{y}{\gamma })\Delta s=-{\frac {1}{4\pi }}{\sum }_{\mathcal {S}}(Q_{x}{\beta }\Delta s_{z}-Q_{x}{\gamma }\Delta s_{y})} 。
假設這微小閉合盒子的形狀為方形，三維尺寸為 {\displaystyle 2\Delta x} 、{\displaystyle 2\Delta y} 、{\displaystyle 2\Delta z} ，盒心在坐標系的原點，盒表面垂直於直角坐標軸。泰勒展開 {\displaystyle Q_{x}} 、{\displaystyle {\beta }} 、{\displaystyle {\gamma }} 於原點：
{\displaystyle {\frac {\partial W_{x}}{\partial t}}\Delta V=-{\frac {1}{4\pi }}\left\{\left[-\left(Q_{x0}-{\frac {\partial Q_{x}}{\partial z}}\Delta z\right)\left(\beta _{0}-{\frac {\partial {\beta }}{\partial z}}\Delta z\right)+\left(Q_{x0}+{\frac {\partial Q_{x}}{\partial z}}\Delta z\right)\left(\beta _{0}+{\frac {\partial {\beta }}{\partial z}}\Delta z\right)\right]\Delta s_{z}\right.}
{\displaystyle \left.-\left[-\left(Q_{x0}-{\frac {\partial Q_{x}}{\partial y}}\Delta y\right)\left(\gamma _{0}-{\frac {\partial {\gamma }}{\partial y}}\Delta y\right)+\left(Q_{x0}+{\frac {\partial Q_{x}}{\partial y}}\Delta y\right)\left(\gamma _{0}+{\frac {\partial {\gamma }}{\partial y}}\Delta y\right)\right]\Delta s_{y}\right\}} 。
經過一番運算，可以得到
{\displaystyle {\frac {\partial W_{x}}{\partial t}}=-{\frac {1}{4\pi }}\left[\left(\beta _{0}{\frac {\partial Q_{x}}{\partial z}}-\gamma _{0}{\frac {\partial Q_{x}}{\partial y}}\right)-Q_{x0}\left({\frac {\partial {\gamma }}{\partial y}}-{\frac {\partial {\beta }}{\partial z}}\right)\right]} 。
類似地，其它兩個分量分別為
{\displaystyle {\frac {\partial W_{y}}{\partial t}}=-{\frac {1}{4\pi }}\left[\left(-\alpha _{0}{\frac {\partial Q_{y}}{\partial z}}+\gamma _{0}{\frac {\partial Q_{y}}{\partial x}}\right)-Q_{y0}\left(-{\frac {\partial {\gamma }}{\partial x}}+{\frac {\partial \alpha }{\partial z}}\right)\right]} 、
{\displaystyle {\frac {\partial W_{z}}{\partial t}}=-{\frac {1}{4\pi }}\left[\left(\alpha _{0}{\frac {\partial Q_{z}}{\partial y}}-\beta _{0}{\frac {\partial Q_{z}}{\partial x}}\right)-Q_{z0}\left({\frac {\partial {\beta }}{\partial x}}-{\frac {\partial \alpha }{\partial y}}\right)\right]} 。
全部加起來，單位體積總功率為
{\displaystyle {\frac {\partial W}{\partial t}}=-{\frac {1}{4\pi }}\left\{\left[\alpha _{0}\left({\frac {\partial Q_{z}}{\partial y}}-{\frac {\partial Q_{y}}{\partial z}}\right)+\beta _{0}\left(-{\frac {\partial Q_{z}}{\partial x}}+{\frac {\partial Q_{x}}{\partial z}}\right)+\gamma _{0}\left({\frac {\partial Q_{y}}{\partial x}}-{\frac {\partial Q_{x}}{\partial y}}\right)\right]\right.}
{\displaystyle \left.-\left[Q_{x0}\left({\frac {\partial {\gamma }}{\partial y}}-{\frac {\partial {\beta }}{\partial z}}\right)+Q_{y0}\left(-{\frac {\partial {\gamma }}{\partial x}}+{\frac {\partial \alpha }{\partial z}}\right)+Q_{z0}\left({\frac {\partial {\beta }}{\partial x}}-{\frac {\partial \alpha }{\partial y}}\right)\right]\right\}} 。
回想方程式(12)，取至 {\displaystyle \Delta x} 、{\displaystyle \Delta y} 、{\displaystyle \Delta z} 的零次，則 {\displaystyle \alpha } 、{\displaystyle {\beta }} 、{\displaystyle {\gamma }} 分別近似為 {\displaystyle \alpha _{0}} 、{\displaystyle \beta _{0}} 、{\displaystyle \gamma _{0}} ，而 {\displaystyle Q_{x}} 、{\displaystyle Q_{y}} 、{\displaystyle Q_{z}} 分別近似為 {\displaystyle Q_{x0}} 、{\displaystyle Q_{y0}} 、{\displaystyle Q_{z0}} 。方程式(12)變為
{\displaystyle {\frac {\partial {\mathfrak {E}}}{\partial t}}=2k_{m}\left({\alpha _{0}}{\frac {\partial \alpha }{\partial t}}+{\beta _{0}}{\frac {\partial {\beta }}{\partial t}}+{\gamma _{0}}{\frac {\partial {\gamma }}{\partial t}}\right)+2k_{Q}\left({Q_{x0}}{\frac {\partial Q_{x}}{\partial t}}+{Q_{y0}}{\frac {\partial Q_{y0}}{\partial t}}+{Q_{z0}}{\frac {\partial Q_{z}}{\partial t}}\right)} 。
切力所做的總功率應該等於渦胞的總能量的增加。比較這兩個方程式，設定分別含有 {\displaystyle \alpha _{0}} 、{\displaystyle \beta _{0}} 、{\displaystyle \gamma _{0}} 的項目相等，並設定 {\displaystyle k_{m}=\mu /8\pi } ，就可以得到法拉第電磁感應定律的方程式：
{\displaystyle {\frac {\partial Q_{z}}{\partial y}}-{\frac {\partial Q_{y}}{\partial z}}=-\mu {\frac {\partial \alpha }{\partial t}}} 、
{\displaystyle -{\frac {\partial Q_{z}}{\partial x}}+{\frac {\partial Q_{x}}{\partial z}}=-\mu {\frac {\partial {\beta }}{\partial t}}} 、
{\displaystyle {\frac {\partial Q_{y}}{\partial x}}-{\frac {\partial Q_{x}}{\partial y}}=-\mu {\frac {\partial {\gamma }}{\partial t}}} 。
再設定分別含有 {\displaystyle Q_{x0}} 、{\displaystyle Q_{y0}} 、{\displaystyle Q_{z0}} 的項目相等，並設定 {\displaystyle k_{Q}=1/8\pi E^{2}} ，就可以得到電流為零的馬克士威-安培定律的方程式：
{\displaystyle {\frac {\partial {\gamma }}{\partial y}}-{\frac {\partial {\beta }}{\partial z}}={\frac {1}{E^{2}}}{\frac {\partial Q_{x}}{\partial t}}} 、
{\displaystyle -{\frac {\partial {\gamma }}{\partial x}}+{\frac {\partial \alpha }{\partial z}}={\frac {1}{E^{2}}}{\frac {\partial Q_{y}}{\partial t}}} 、
{\displaystyle {\frac {\partial {\beta }}{\partial x}}-{\frac {\partial \alpha }{\partial y}}={\frac {1}{E^{2}}}{\frac {\partial Q_{z}}{\partial t}}} 。
流動能量密度比擬為磁能量密度：
{\displaystyle {\mathfrak {E}}_{m}={\frac {\mu }{8\pi }}({\alpha }^{2}+{\beta }^{2}+{\gamma }^{2})} 。
彈性能量密度比擬為電能量密度：
{\displaystyle {\mathfrak {E}}_{e}={\frac {1}{8\pi E^{2}}}({Q_{x}}^{2}+{Q_{y}}^{2}+{Q_{z}}^{2})} 。

## 光波就是電磁波
對於彈性介質，橫波的傳播速率 {\displaystyle V} 為
{\displaystyle V={\sqrt {m/\rho }}} ；
其中，{\displaystyle m} 是介質橫向彈性係數，與渦胞彈性常數 {\displaystyle E^{2}} 有關：
{\displaystyle m=k_{1}E^{2}} ;
{\displaystyle \rho } 是介質密度，與渦胞物質密度 {\displaystyle \mu } 有關：
{\displaystyle \rho =k_{2}\mu } ;
{\displaystyle k_{1}} 、{\displaystyle k_{2}} 都是比例常數。
所以，{\displaystyle V} 與 {\displaystyle E} 成正比，與 {\displaystyle \mu } 的平方根成反比：
{\displaystyle V=k_{3}E/{\sqrt {\mu }}} 。
對於任意線性物質，不論比例常數 {\displaystyle k_{3}} 為何，上述關係式恆成立。馬克士威設定 {\displaystyle k_{3}=1} 。這樣，
{\displaystyle V=E/{\sqrt {\mu }}} 。
採用電磁單位制。在真空或空氣裏，磁導率 {\displaystyle \mu =1} 。所以，{\displaystyle V=E} 。於1856年，威廉·韋伯與魯道夫·科爾勞施（Rudolf Kohlrausch）共同做實驗，測得 {\displaystyle E} 的數值為 {\displaystyle 310,740,000,000mm/sec} 。而於1849年，阿曼德·斐索用飛行時間法（time-of-flight method）測得在地球空氣裏的光速數值為 {\displaystyle 314,858,000,000mm/sec} 。馬克士威總結：
根據韋伯和科爾勞施完成的電磁實驗，在我們的假想介質裏的橫向波盪的速度，與從斐索的光學實驗計算求得的光速，是如此精確地符合，這使我們難以迴避如下推斷：光是由介質的橫波所形成，而這同一介質也是電現象和磁現象的起因。
 — 馬克士威， 論物理力線

## 參閱
- 《論法拉第力線》
- 《電磁場的動力學理論》
- 斐索-傅科儀
- 羅默測定光速
- 電磁波方程式
- 馬克士威方程組
- 弯曲时空中的麦克斯韦方程组
- 馬克士威應力張量
- 麦克斯韦方程组的历史

## 進階閱讀
- Simpson, Thomas K., , USA: Rutgers University Press, 1997, ISBN 9780813523637
- Crease, Robert, , illustrated, W. W. Norton & Company: pp. 132ff, 2008, ISBN 9780393062045
- Siegel, Daniel M., , Cambridge University Press: 240,  [2003], ISBN 9780521533294